# Basilica di Sant'Elena Imperatrice
La basilica pontificia minore di Sant'Elena Imperatrice è il principale luogo di culto cattolico di Quartu Sant'Elena, dedicato a Sant'Elena Imperatrice patrona della città. Sorge sull'omonima piazza del centro storico.

## Storia

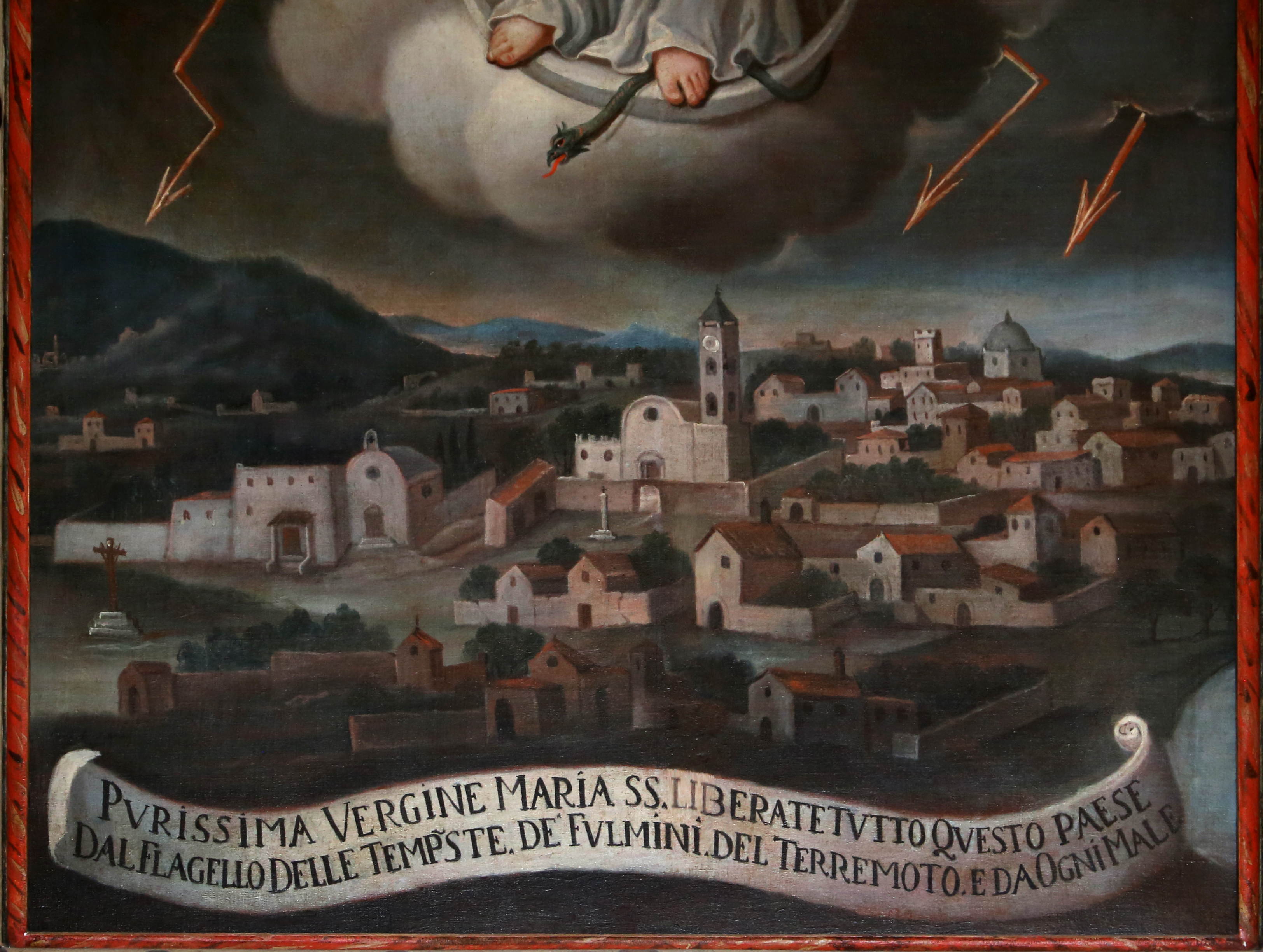
Veduta di Quartu con la basilica in un dipinto del XVIII secolo

### La prima chiesa
La più antica chiesa cittadina dedicata a sant'Elena, madre dell'imperatore Costantino I, fu costruita alla fine della prima metà del XII secolo e presentava uno stile romanico. La chiesa era costituita da tre navate, la centrale larga il doppio rispetto alle laterali, collegate tramite una serie di archi a tutto sesto costruiti su colonne e capitelli di reimpiego. Questa chiesa non era grande, ma era sufficiente alle esigenze di Quarto domino, uno dei paesi che in futuro formeranno l'attuale città.

### La seconda chiesa
Tra il Quattrocento e il Cinquecento, la chiesa venne demolita poiché non soddisfaceva più le esigenze dei quartesi. La nuova struttura era più grande della precedente, presentava uno stile gotico sardo-catalano ed era costituita da una sola navata con la volta a crociera. L'abside era quadrato e più basso rispetto al resto della chiesa. Tra il XVI e il XVIII secolo nella chiesa vennero costruite nove cappelle (Cappella del Rosario, della Madonna d'Itria, delle anime del Purgatorio, della Vergine della Pietà, di Sant'Antonio Abate, di Sant'Elena, di Santa Giusta, di Sant'Antonio da Padova e di San Michele arcangelo). Il prospetto principale, che ospitava il portale archiacuto, era compreso tra due contrafforti e concluso con un terminale piatto e merlato. A sinistra della facciata sorgeva il campanile ottagonale vantato dai cittadini poiché unico nel suo genere in tutto il circondario di Cagliari. Nel 1590 la copertura piramidale del campanile fu rivestita con delle mattonelle nere. Nello stesso anno, tutta la chiesa fu restaurata, compreso l'abside e la Cappella di Sant'Antonio da Padova (la cui data di costruzione è incerta) e la sacrestia. Per una somma di centocinquanta lire, si rifecero gli intonaci, si imbiancò e rinforzò l'arco dell'ingresso principale e si costruirono canali per smaltire l'acqua piovana. Spesso la chiesa venne restaurata, espansa e modificata anche nello stile fino a che, nel 1775, un incendio distrusse quasi completamente la chiesa e si decise di ricostruirla completamente.

### La chiesa attuale

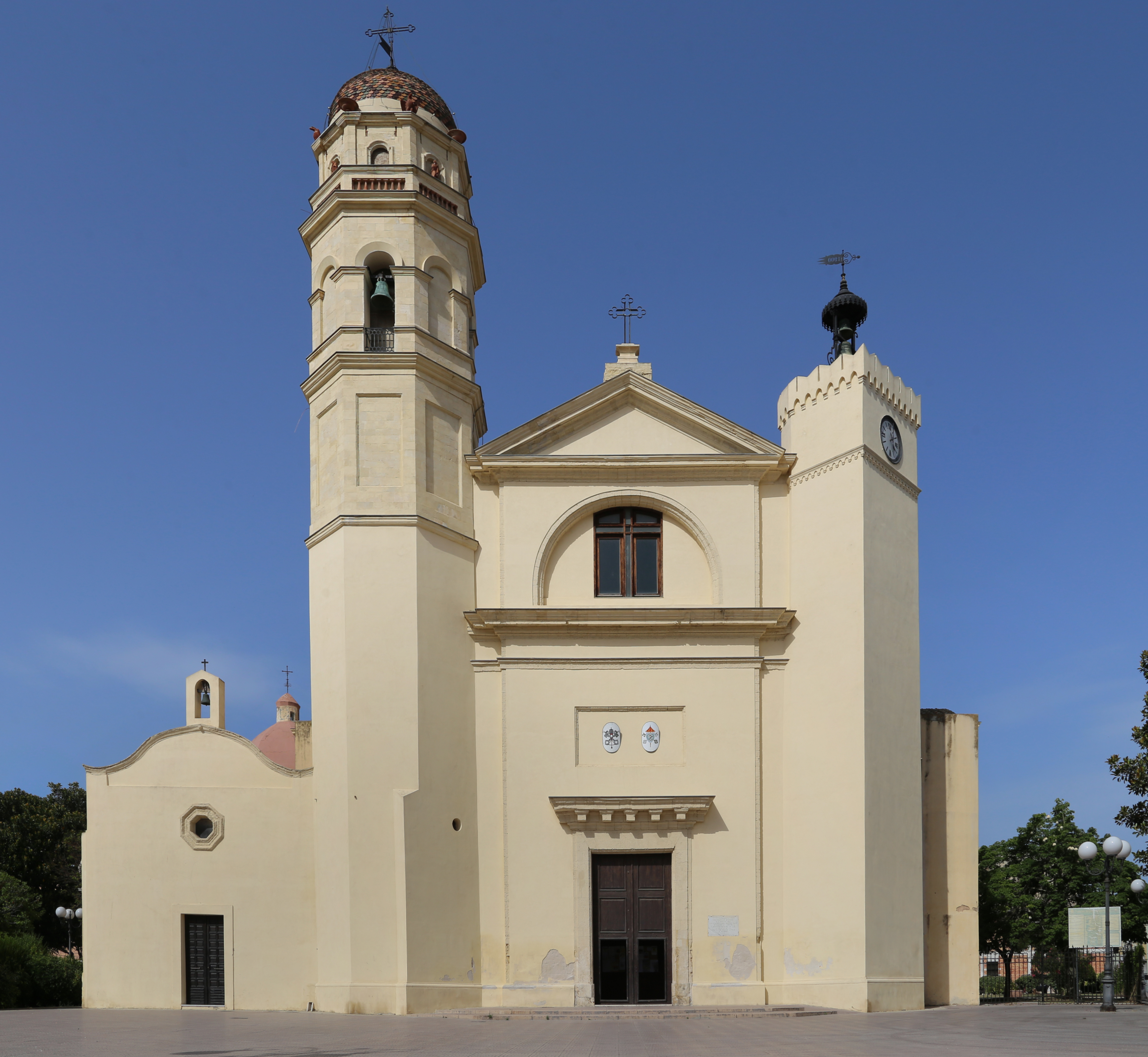
La facciata

Nel 1780, l'ingegnere piemontese Raimondo Ignazio Cochis, effettuò un sopralluogo insieme all'architetto luganese Carlo Maino e il Maestro Muratore Beppe Boi. Cochis propose un grande intervento che comprendeva l'aggiunta ad est di un transetto cupolato, la costruzione di una nuova sacrestia, di un ampio presbiterio e l'adeguamento architettonico di tutta la struttura. I lavori furono subito bloccati, per problemi riguardanti l'acquisto del terreno necessario all'espansione, che fu acquistato solo nel 1786. Inoltre, nell'ultimo decennio del Settecento, si aggiunsero i tentativi di invasione da parte dei francesi, la rivolta popolare e la conseguente scacciata dei piemontesi, la carestia e le difficoltà economiche.
Nel 1804 si ricominciò a parlare della costruzione della nuova chiesa parrocchiale. Il clero incaricò il capomastro Raffaele Cappai della riformulazione delle spese. Cappai e Gerolamo Melis (che dovrà poi collaudare l'opera) aggiornarono, inoltre, dal punto di vista architettonico l'opera. Grazie al consenso della Santa Sede, del clero di Sant'Elena, dell'Amministrazione comunale e di tutti i quartesi, i lavori vennero affidati nel 1809 all'impresario Agostino Randaccio, cagliaritano ed esperto di questo genere di opere. A causa di divergenze tra il clero e Randaccio, i lavori vennero affidati al capomastro Cosimo Crobu il quale ridusse a quattro il numero di cappelle da aggiungere alle altre due rimaste e che, per volere della municipalità cittadina, furono intercomunicabili. Nel 1818 terminarono i lavori all'interno della chiesa e nel 1825 si iniziarono i lavori di rifacimento della facciata. Nel 1828 la chiesa fu ufficialmente benedetta. Della precedente chiesa rimasero solo l'oratorio del Rosario, che sorgeva dietro l'omonima cappella ed in cui oggi troviamo la Cappella del Santissimo Sacramento, il campanile e la torre dell'orologio, modificati rispettivamente nel 1875 e nel 1900, parte dei contrafforti del primo tratto delle pareti della navata e le prime due cappelle.

#### Il grande restauro del 1996-1999

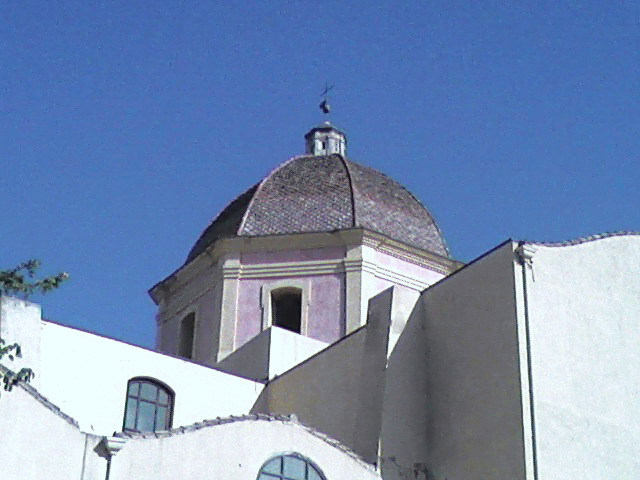
Cupola della Basilica

Anche se la chiesa era stata sottoposta precedentemente ad altri restauri, nel 1996 la chiesa aveva bisogno di un restauro completo. Grandi erano i danni causati dall'infiltrazione dell'acqua nella volta e nella cupola, gli intonaci si staccavano a causa delle bolle causate dalla grande umidità, le tarme mangiavano gli arredi lignei e la ruggine ricopriva le zanche di ferro per l'ancoraggio delle strutture murarie e di sostegno. Prima del restauro si procedette ad una completa disinfestazione. si è poi affrontato il problema dell'umidità che è stato risolto con il sistema dello sbarramento orizzontale. La chiesa è poi stata impermeabilizzata tramite guaine prefabbricate. Gli affreschi sono stati puliti consolidati e le parti mancanti sono state aggiunte. L'intonaco è stato rifatto nei primi tre metri, interno ed esterno, per tutta la chiesa eccetto per il lato sinistro che è stato rintonacato completamente. Il pavimento, che poggiava direttamente sulla terra battuta, è stato rimosso e poggiato sopra un vespaio d'aerazione. I marmi del pavimento del presbiterio sono stati sostituiti con marmi più pregiati. La cappella battesimale è stata posta dove prima sorgeva la cappella della Madonna di Bonaria, che verrà esposta nel museo parrocchiale di prossima realizzazione, la Cappella del Rosario è stata spostata nello spazio libero lasciato dalla cappella battesimale. Dove prima sorgeva quest'ultima cappella sorge ora la Cappella del Santissimo Sacramento che sfrutta lo spazio dell'ex-oratorio del Rosario. Nel 1999 terminano i lavori di restauro e la nuova mensa viene benedetta dall'Arcivescovo Ottorino Pietro Alberti.

#### Attualità
Nel 2000 il vescovo di Cagliari Ottorino Pietro Alberti presentò la domanda per l'elevazione della chiesa alla dignità di Basilica in Vaticano.
Nel 2006 si tiene il Sinodo Parrocchiale, passo decisivo nel cammino verso la promozione della chiesa a Basilica minore. La promozione avviene con il decreto del 19 luglio 2007 con il quale la Congregazione per il Culto Divino e la Disciplina dei Sacramenti conferiscono alla chiesa questo titolo. Il 4 agosto l'arcivescovo di Cagliari Giuseppe Mani annuncia ufficialmente ai fedeli quanto avvenuto. Il 14 settembre alle ore 11 è stato celebrato il Solenne Pontificale al quale hanno partecipato 5 vescovi sardi, tutti i sacerdoti quartesi, i sacerdoti operanti a Quartu e tutte le autorità cittadine. Dal 7 agosto 2010 la basilica è retta da don Alfredo Fadda..
Dal 12 febbraio 2009 la facciata e la cupola sono interessati da urgenti lavori di ristrutturazione poiché alcuni calcinaci il 6 febbraio, a causa di forti piogge e del vento che in quei giorni si sono abbattuti sulla città, erano caduti.

## Descrizione

### Esterno
La facciata, in stile neoclassico, è conclusa da un timpano triangolare e divisa in due da una cornice marcapiano. Nella parte inferiore troviamo l'ingresso principale, sovrastato da dentelli classicisti e con porte lignee del 1826. Nella parte superiore troviamo, invece, una finestra inserita nella lunetta centrale. Ai lati della facciata, troviamo il campanile (a sinistra) e la torre dell'orologio (a destra), che inglobano gli antichi contrafforti gotico-catalani.

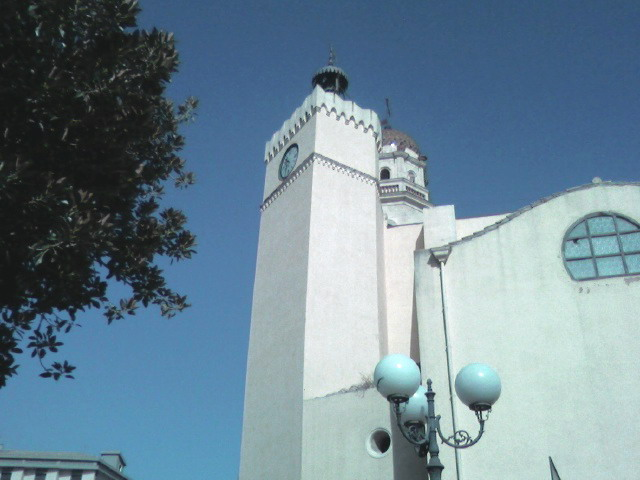
Torre dell'orologio

Il campanile, che ospita tre campane, è alto, snello, cupolato, a pianta ottagonale e cinto da una balaustra all'altezza del terzo marcapiano. La campana più antica è decorata da bassorilievi raffiguranti Sant'Elena con la Croce e la Madonna col Bambino; in alto è presente un'iscrizione leggibile solo in parte a causa della posizione: S.Elena ora pro nobis Deum et in ora morte. (sic) A.D. 1784... . La seconda campana venne realizzata in occasione del termine della costruzione della chiesa; anche questa presenta bassorilievi raffigurante la Vergine, Sant'Elena e la Croce, qui, però, scandite da fiori stilizzati. La terza campana venne installata nel 1962 e viene definita Campana del Concilio. Vi si legge, infatti, l'iscrizione Dono dei coniugi Umberto Bolognesi E Wanda Sitzia essendo parroco di S. Elena Don Francesco Pala, nell'anno del Concilio Ecumenico Vaticano II - 1962. Una quarta campana, originariamente nel campanile e, oggi, sostituita da quella del "Concilio", è conservata in un ambiente accanto alla chiesa. Fu eseguita da Salvador Ledda nel 1767.
La torre dell'orologio sorge sul lato destro della facciata ed innalza la grande campana, sovrastata da una banderuola recante la data 1900.  Rivela il gusto Liberty nella rivisitazione gotica degli archetti ogivali di coronamento.
A sinistra della Basilica troviamo l'ex oratorio delle Anime (chiamato dai parrocchiani "Chiesetta di Bonaria"), cappella dell'antico cimitero fino al 1878 quando fu definitivamente sostituito da quello comunale sorto intorno alla chiesa romanica di San Pietro.

### Interno

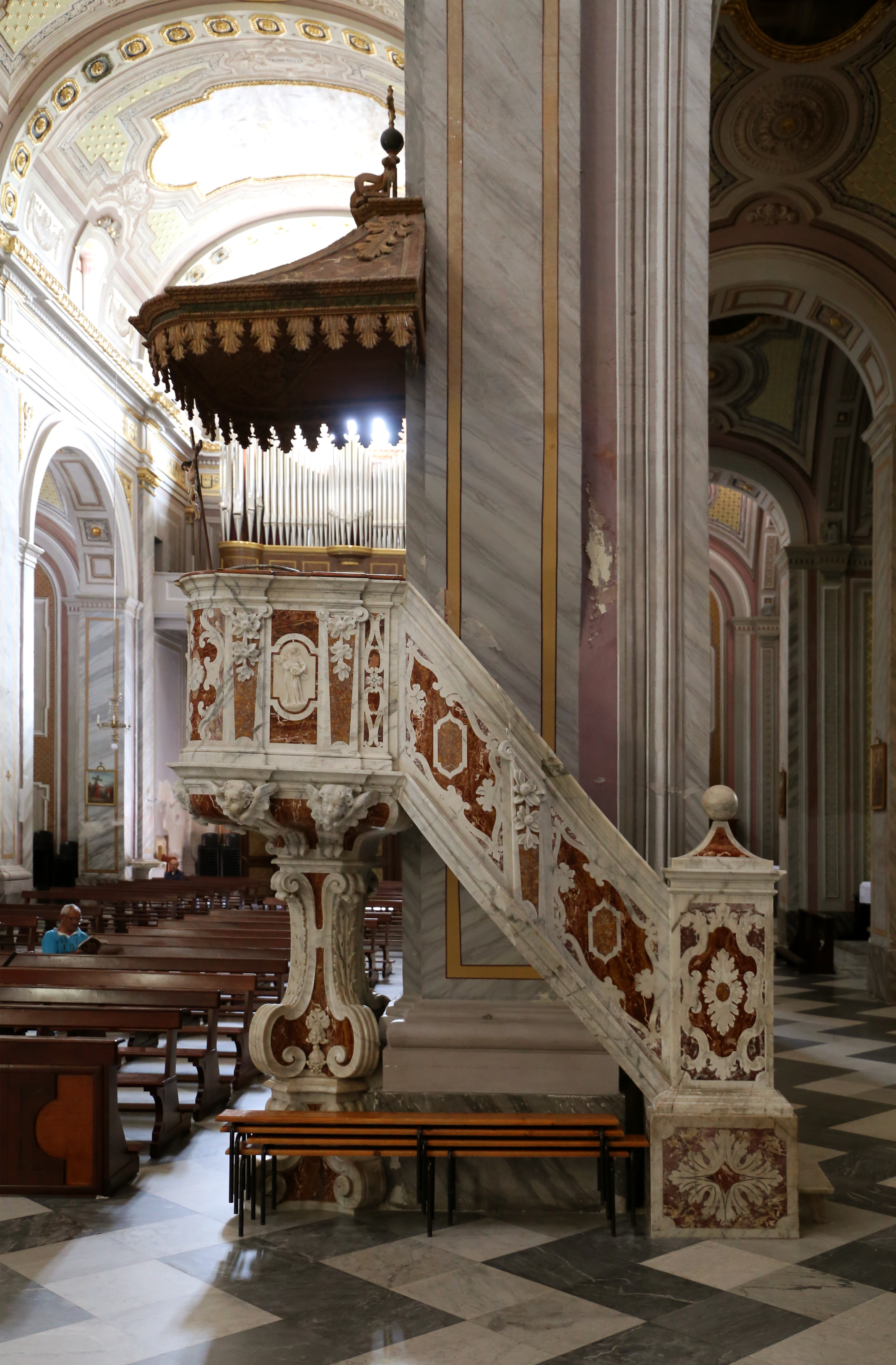
Il pulpito barocco

L'interno è a croce latina, vasto armonioso costituito da un'aula mononavata con volta a botte divisa da archi a tutto sesto che scandiscono le tre campate. I sottarchi scaricano su pilastri cruciformi, su cui sono impostati anche gli archi a pieno centro che immettono nelle sei cappelle (tre per lato). Le cappelle sono con volta a botte e intercomunicabili in modo da costituire le due navate laterali. All'incrocio dell'aula col transetto rigonfia l'ariosa cupola ottagonale finestrata, conclusa da una lanterna e poggiata su un tamburo ugualmente ottagonale. Dal transetto destro, mediante una porta ai lati del presbiterio, si accede alla sacrestia. Il presbiterio, sopraelevato di due gradini, domina la chiesa; il suo pavimento (modificato nell'ultimo restauro) è in marmi pregiati, come quello del cuore retrostante. Il resto dell'edificio conserva la pavimentazione originale della fine dell'Ottocento.
Tra la navata centrale e il transetto sinistro si trova il pulpito marmoreo in stile barocco ornato da volute, tralci, fiori, festoni di frutta, cherubini, e immagini di Sant'Elena. È scolpito da Pietro Pozzo nel 1741. Nello stesso anno il pulpito fu dotato di paravoce in legno policromo e dorato, intagliato da Domenico Denegri.
Presso l'ingresso, ai lati della bussola, sono presenti due acquasantiere in marmo bianco. L'acquasantiera di destra presenta quattro angeli cherubini in bassorilievo. L'altra, priva di decorazioni, è stata acquistata nel 1795
La bussola dell'ingresso principale risale al 1795. È stata intagliata e decorata con argento da un artigiano ancora anonimo. Nel 1820 fu ridipinta, ma, nell'ultimo restauro, è stata levata. Nel suo aspetto attuale, la sistemazione interna della Basilica è il risultato dei restauri eseguiti tra il 1996 e il 1999 su progetto dell'architetto Francesco Virdis,

#### Navata sinistra
Nella navata sinistra sorgono tre cappelle.

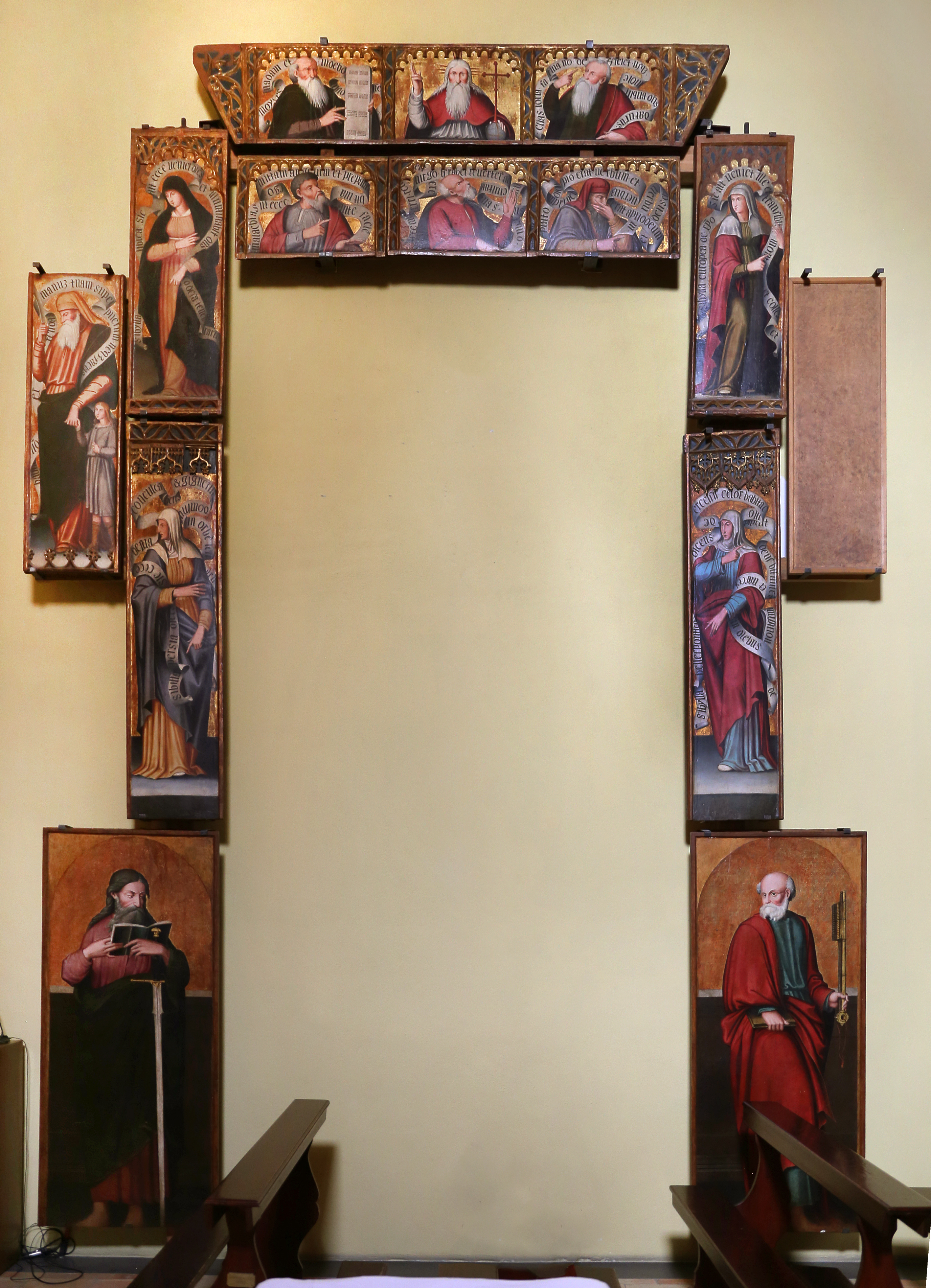
Il retablo di Antioco Mainas

La prima è dedicata dal 1859 all'Assunta, che è raffigurata, secondo la tradizione bizantina, addormentata (Dormitio Virginis). L'altare ligneo, con policromia che finge il marmo è decorato con fiori in argento meccato. Lo eseguì Giovanni Battista Cuneo nel marzo del 1860 su commissione delle socie dell'Assunta, con il contributo economico delle obriere di Sant'Antonio da Padova, della Vergine della Salute e di Don Luigi Gonzaga. L'altare presenta quattro nicchie un tempo ospitanti i simulacri dei santi patroni dei committenti. La statua di San Luigi, distrutta dalle termiti nel 2001 è stata sostituita nel 2004 da una di San Michele Arcangelo; il simulacro di Sant'Antonio venne rimpiazzato dopo il 1903 con quella di Santa Greca. Nemmeno il simulacro dell'Assunta è quello originale. Nel 1888, infatti, venne sostituito con quello attuale, eseguito dal napoletano Edoardo Morgioni. Questa statua presenta scolpiti solo il viso, il collo, le mani ed i piedi mentre il resto del corpo risulta impagliato.
La seconda è invece dedicata a San Giuseppe e presente un altare marmoreo, in stile neoclassico, simile a quello della cappella di San Gabriele, realizzato nel 1931-1932 dalla ditta cagliaritana di Giovanni Onali. La statua in gesso del Santo venne realizzata a Roma dalla Società Artigiana Rosa Zanazio & C. fu donata dall'oberia "presidente Enrico Dessì e compagni", come riferiscono le targhette e l'iscrizione presenti nel piedistallo. L'altare sostituisce il precedente in legno, ospitante nella nicchia centrale una pregevole statuina lignea del santo risalente al Settecento.
L'ultima cappella, dedicata al Santissimo Sacramento, sorge dove fino al restauro del 1996-99 sorgeva la Cappella del Rosario e l'omonimo oratorio. L'ambiente della cappella è l'unico rimasto della precedente chiesa gotica e vi si accede attraverso un arco acuto rimesso in luce dopo l'ultimo restauro. L'arco è poggiato su colonne dalle quali partono i costoloni che disegnano la volta a crociera stellata della cappella. La pavimentazione, seguendo i suggerimenti dei resti del vecchio pavimento in cotto sardo, è in cotto e rifinita lungo il perimetro con lastre nere. È chiusa da una cancellata in ferro battuto progettata nel 1999 dall'architetto Francesco Virdis e dall'ingegnere Paolo Piga Serra. La cappella ospita un crocifisso ligneo cinquecentesco e le tavole del retablo di Sant'Elia, dipinte ad olio e tempera su sfondo oro. La cappella ospita anche un inginocchiatoio in legno, risalente al Settecento.

#### Navata destra

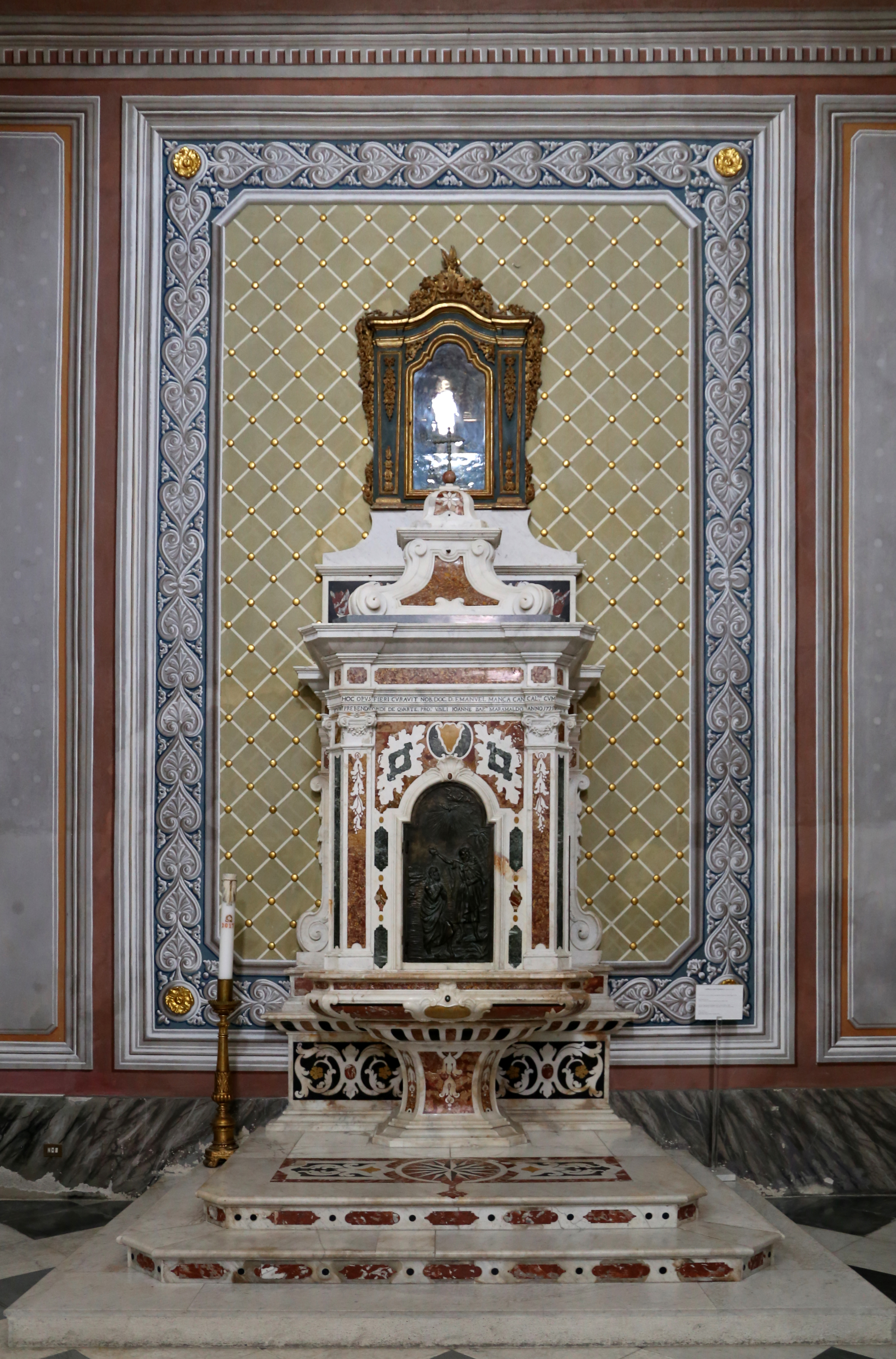
Fonte battesimale

Anche in questa navata sorgono tre cappelle.
La prima cappella ospita il fonte battesimale realizzato con marmi policromi da Antonio Sagino nel 1735 su iniziativa del canonico prebendato don Emanuele Manca, quando era procuratore della chiesa il venerabile don Giovanni Battista Maramaldo. L'originale porticina lignea, ornata con un dipinto di Sebastiano Scaleta, è stata sostituita nel 1964 da una bronzea realizzata dalla scultrice cagliaritana Fernanda Casanova Zedda. Il fonte prese il posto del precedente realizzato nel 1650 da Augustin Monsant. Durante il restauro del 1996-1999 è stata spostata dal transetto destro alla posizione attuale dove prima sorgeva la cappella dedicata alla Madonna di Bonaria. Sopra il fonte troviamo una piccola nicchia lignea risalente all'Ottocento. Contemporanea è la statuetta lignea che ospita, raffigurante Gesù Bambino del Sacro Cuore. Vestito con un manto azzurro, è seduto su una roccia che aderisce ad un tronco. Con le piccole mani allarga lo squarcio che gli insanguina il petto per mostrare il cuore sovrastato dalla croce.
La seconda cappella, dedicata a San Gabriele dell'Addolorata, è stata realizzata, con marmi vari, dalla Ditta Cagliaritana Enrico Spano. Al centro ospita una grande tela dipinta ad olio, da Bacicia Scano, che realizzò gran parte degli affreschi della chiesa. Il dipinto raffigura in alto Gesù Cristo circondato da angeli piangenti e ai piedi della croce la Madonna, avvolta in un manto azzurro. In basso è raffigurato San Gabriele, circondato da due angeli, che indica la scena e invita a riflettere sulla Passione. Sotto la mensa si trova il simulacro di San Tarcisio. La cappella era dedicata sino al 1931 alla Madonna della Buona Sorte e della Buona Morte.
L'ultima cappella, dedicata al Sacro Cuore di Gesù, è in legno policromato e ha l'altare ligneo più antico della chiesa. Venne realizzata nel 1718, per la precedente chiesa, da Juan Recupo e da Sisinnio Lay. Era dedicata sino agli inizi del Novecento a Sant'Elena e ne ospitava il simulacro oggi spostato nell'altare maggiore. Nell'ultimo restauro gli è stata rimossa la ridipintura e gli è stato restituito il colore originario. Nel 1903 fu intitolato a San Pietro e nel 1930 al Sacro Cuore di Gesù, la cui statua è ospitata oggi nella cappella. I candelieri in bronzo presenti nell'altare vennero donati dalla Signora Grazia Angioni Marini. Nella nicchia superiore è ospitato il piccolo simulacro di San Giovanni Battista. Il paliotto è decorato con marmi policromi. L'altare è dominato da un medaglione raffigurante Sant'Elena in bassorilievo, realizzato nel 1741 da Pietro Pozzo.

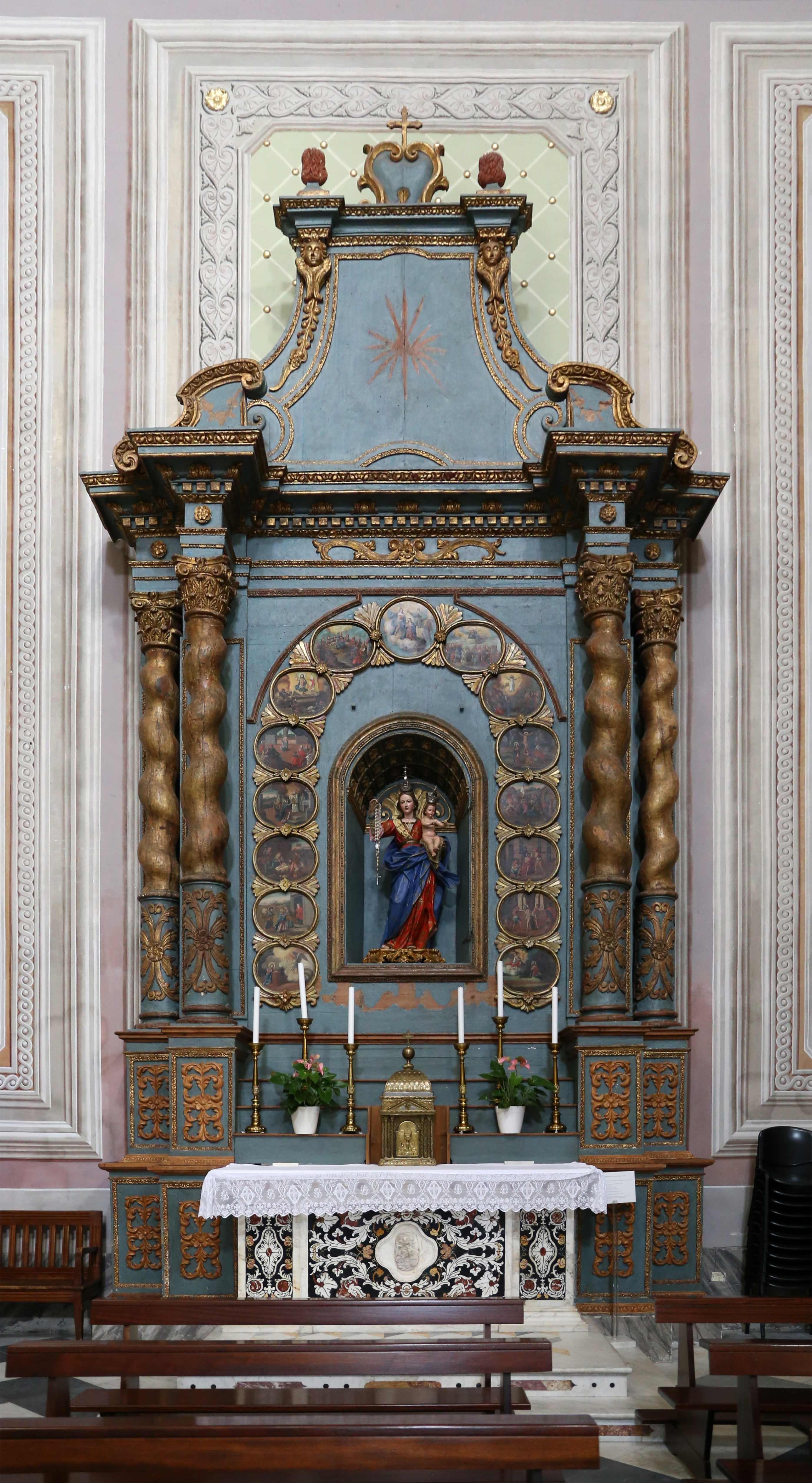
La cappella del Rosario

#### Transetto
Nel transetto sorgono due cappelle.
Addossata alla parete del braccio destro del transetto si trova la Cappella del Rosario che prima del restauro del '96/'99 sorgeva dove attualmente vi è quella del Santissimo Sacramento e durante questo ha ritrovato il colore azzurro del fondo e l'oro zecchino delle colonne. Venne realizzato da Joseph Ferdiany, carpentiere con bottega a Stampace, nel 1744. Policromia e doratura furono invece realizzate da Ignazio Cancedda insieme a Eusebio Putzu. Le tavolette ovali in cui sono raffigurati i 15 misteri del rosario vennero realizzate nel 1765 da Antiogo Casula. Esse circondano l'unica nicchia che ospita il simulacro della Vergine del Rosario, realizzato nel 1753. Il paliotto è stato realizzato con marmi policromi da Giuseppe Ignazio Pozzo nel 1755. Il tabernacolo è in metallo dorato donato nel 1928 dalla presidente e priora dell'Associazione di Pompei.
Nel braccio sinistro troviamo invece la cappella del Santissimo Crocefisso. Ornato da simboli eucaristici, l'altare in stile neoclassico venne realizzato da Andrea Ugolio nel 1844 e nell'unica nicchia accoglie il Crocifisso ligneo del 1764. Gesù è raffigurato morente e nel suo viso si può leggere tutta la sofferenza e l'agonia causata da tale supplizio. Ai suoi piedi troviamo la statua dell'Addolorata risalente all'Ottocento. Il paliotto è realizzato in marmi policromi e rappresenta l'arredo marmoreo più antico della chiesa. Venne eseguito nel 1684 da Giulio Aprile, scultore lombardo con bottega a Genova. La balaustra venne realizzata nel 1741 da Pietro Pozzo. Il transetto destro ospita, inoltre, un pregevole organo di scuola napoletana risalente al 1748.

#### Presbiterio

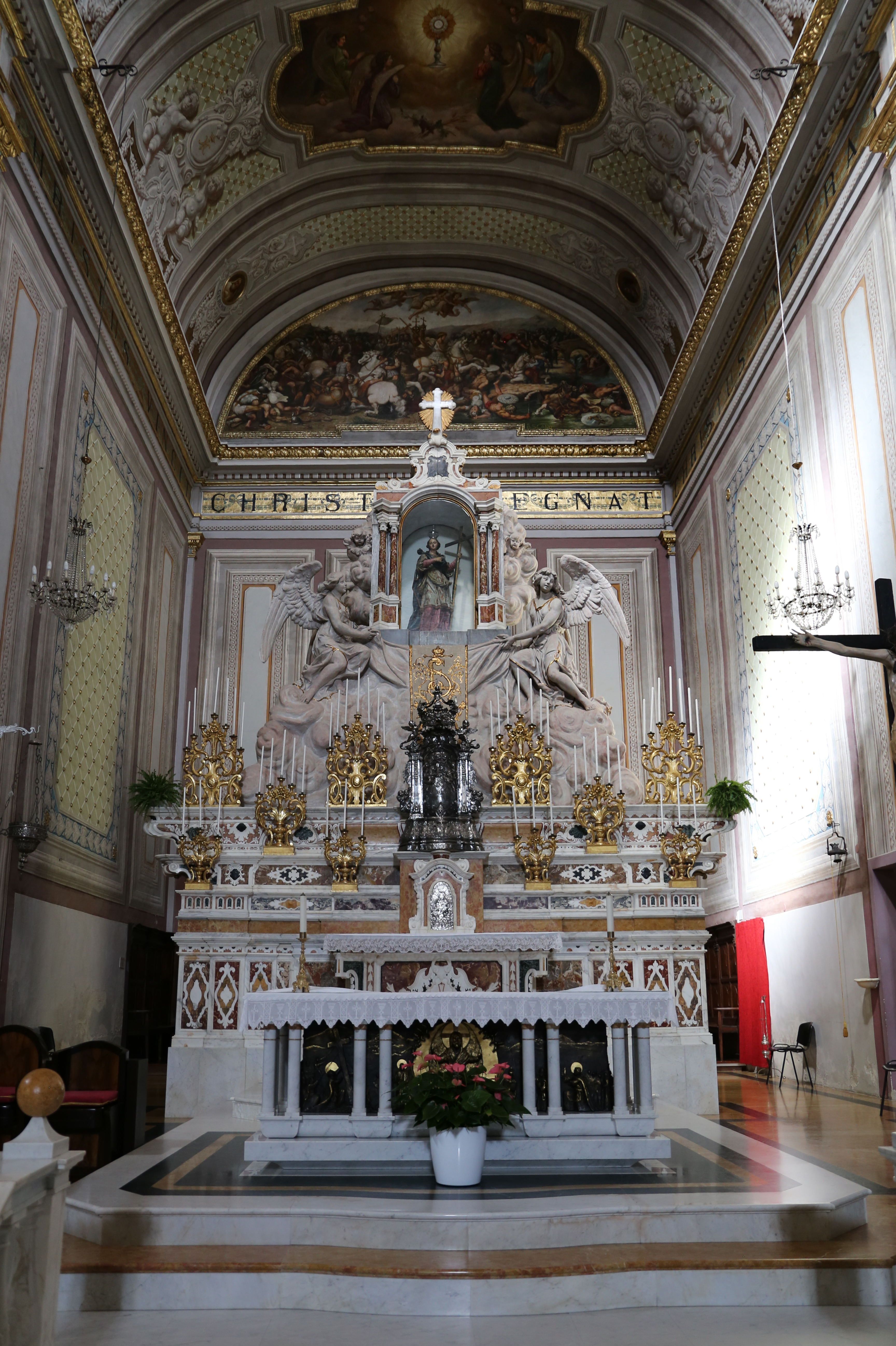
Altare maggiore

L'altare maggiore separa l'area presbiteriale dal coro retrostante. Fu realizzato con marmi policromi ed in stile barocco da Giovanni Battista Franco tra il 1815-1818. L'altare venne collocato nella chiesa quando era ancora in costruzione. Costò 2400 lire. Nel 1907 venne modificato poiché considerato inadeguato per una delle più importanti chiese dell'isola. Giuseppe Sartorio, scultore piemontese, lo allargò inserendo lastre in bardiglio celeste e sovrapponendogli due grandi angeli posati su un cumulo di nuvole realizzato sopra i gradini per i candelabri. Sopra l'altare maggiore è presente una nicchia ospitante la statua della Santa Patrona prima custodita nella cappella a lei dedicata (oggi dedicata al Sacro Cuore) Sopra il tabernacolo realizzato in argento, troneggia il prezioso espositore in stile barocco risalente al 1788 anch'esso realizzato in argento. La nuova mensa realizzata in marmo bianco e bronzo nel 1999 dall'architetto Francesco Virdis, ospita bassorilievi raffiguranti la vita della Patrona. A destra dell'altare è sistemato il Crocifisso ligneo risalente al XVII secolo. La balaustra neoclassica venne realizzata nel 1855 dallo scultore Andrea Ugolino Carrara. Dietro l'altare troviamo il coro ligneo del 1747 intagliato da Antiogo Perra per la chiesa preesistente. Tra il 1829 e il 1836 venne adeguato alle dimensioni della nuova chiesa.

#### La sacrestia
L'ampia sacrestia è coperta da una volta a padiglione dal cui centro pende un lampadario in cristallo risalente ai primi del Novecento.
In essa è conservata la paratora in noce su basamento in castagno conclusa da una delicata balaustrina traforata in stile rococò. Risale al 1784 e fu intagliata, per un costo di 225 scudi, da Antiogo Casula.
Un Crocifisso ligneo, risalente alla fine dell'Ottocento, sovrasta la paratora.
Il lavabo in marmo bianco, risalente al 1815, fu realizzato da Giovan Battista Franco.
Il tavolo fratino, che viene utilizzato come scrivania, risale al 1732; mentre l'armadio a due ante, in cui vengono custoditi i paramenti liturgici, risale alla seconda metà dell'Ottocento e venne donato dal canonico Giuseppe Durzu, parroco di Sant'Elena tra il 1864 e il 1864.

#### Gli affreschi

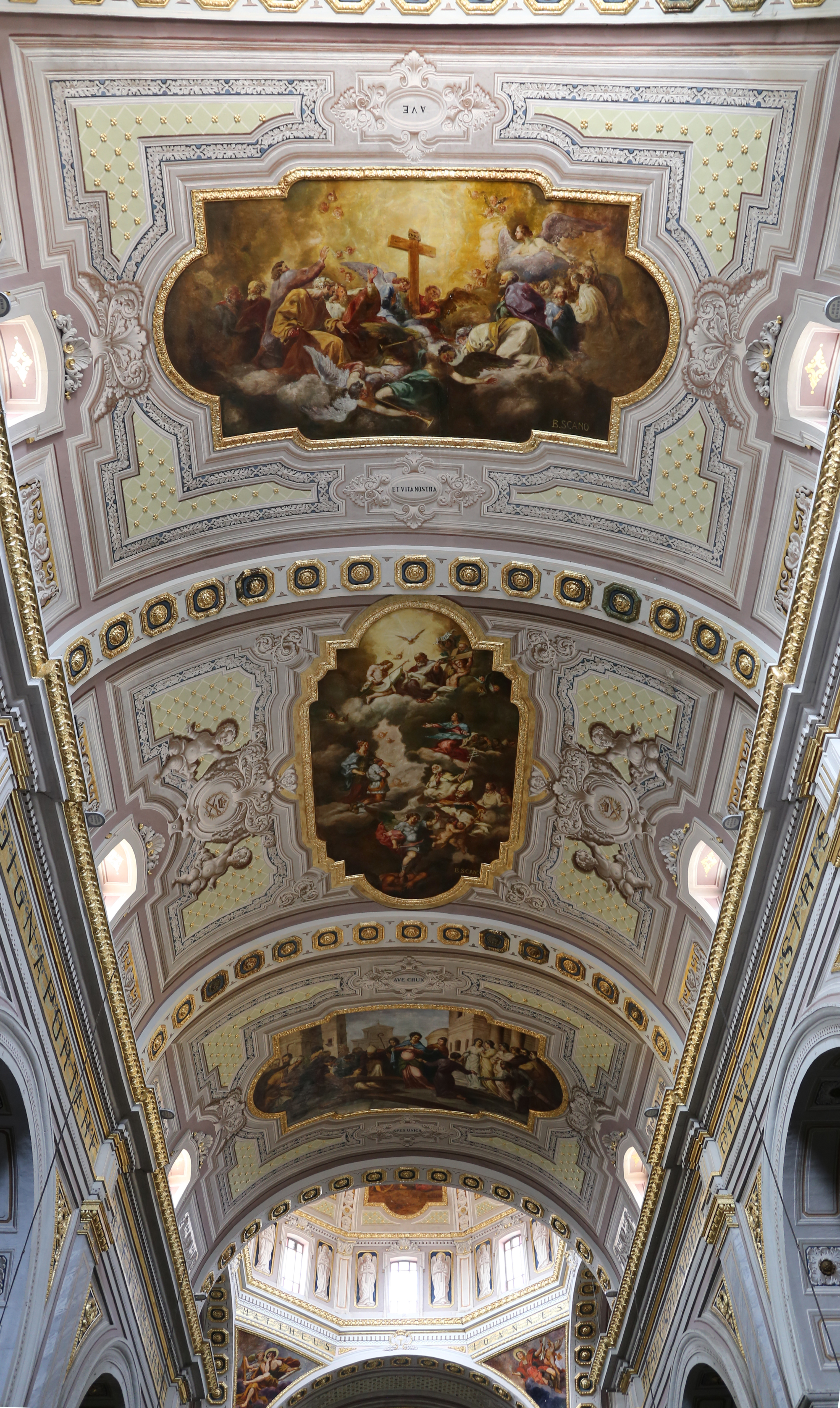
La volta affrescata

La Basilica di Sant'Elena Imperatrice è una delle poche chiese sarde affrescate. Gli affreschi vennero realizzati dalla ditta Battista Scano & Francesco Puddu tra il 1924 e il 1940, eccetto quelli delle cappelle battesimale e dell'Assunta che sono stati realizzati durante l'ultimo restauro da B. Anedda e A. Puddu.
B. Scano e F. Puddu furono pagati con le offerte dei cittadini quartesi, che offrirono molto denaro per abbellire la propria chiesa. Tra il 1924 e il 1925 vennero realizzati, per un costo di 40.000 lire, gli affreschi del presbiterio che raffigurano la Battaglia di Costantino presso il Ponte Milvio e l'Adorazione del Sacramento; della cupola rappresentanti l'Annunciazione, la Natività, il Battesimo di Cristo, la Resurrezione di Lazzaro, la Cena di Emmaus, la Consegna delle chiavi a San Pietro, l'Ascensione di Gesù e l'incoronazione di Maria;  dei pinnacoli di raccordo rappresentanti gli evangelisti Matteo, Marco, Luca e Giovanni con i rispettivi simboli; del transetto che mostrano Gesù e i fanciulli, il Martirio di San Tarcisio, l'incredulità di San Tommaso e la Deposizione; della navata centrale riproducenti il Miracolo della Vera Croce, Sant'Elena presenta suo figlio Costantino alla Ss Trinità e il Trionfo della Croce.

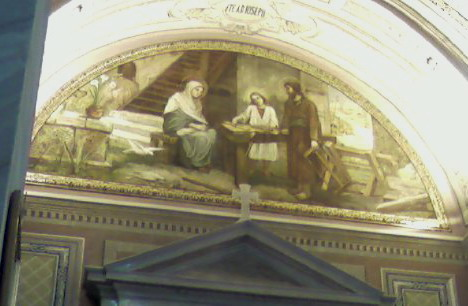
La Sacra Famiglia

Nel 1928 per il costo di 4.000 lire, fanno affrescare l'attuale cappella del Santissimo Sacramento (prima della Madonna del Rosario) con un dipinto raffigurante la Madonna che dona il Rosario a San Domenico
Nel 1930 viene realizzato, sottocommissione dell'Apostolato della Preghiera, che pagò circa 4000 lire, l'affresco della cappella del Sacro Cuore raffigurante Gesù e la Samaritana al pozzo.
Nel 1931 l'Azione Cattolica spese 3.000 lire per far affrescare la volta della cappella di San Gabriele dell'Addolorata con un dipinto raffigurante il Trionfo dello stemma passionista.
Nel 1940, infine, vennero realizzati gli affreschi della cappella di San Giuseppe raffiguranti la Sacra Famiglia e la Morte di San Giuseppe

### Organo a canne
Nella basilica si trova l'organo a canne Mascioni opus 1186, costruito nel 2010. A trasmissione elettronica, ha tre tastiere di 58 note ciascuna ed una pedaliera concavo-parallela di 30. Il materiale fonico è così distribuito:
- sulla cantoria in controfacciata si trovano le canne della seconda e della terza tastiera, rispettivamente Grand'Organo ed Espressivo, e di parte del pedale;
- nell'abside si trovano le canne del Positivo, appartenente alla prima tastiera, e alla corrispondente sezione del pedale;
- nei pressi del luogo in cui canta il coro, si trovano le canne del corpo mobile Positivo Corale, comandato dalla prima tastiera.

### Gli arredi della parrocchia

#### Statue
Molte sono le statue, precedentemente custodite in chiesa, che oggi aspettano di essere esposte nel museo parrocchiale di prossima realizzazione. Le principali sono:

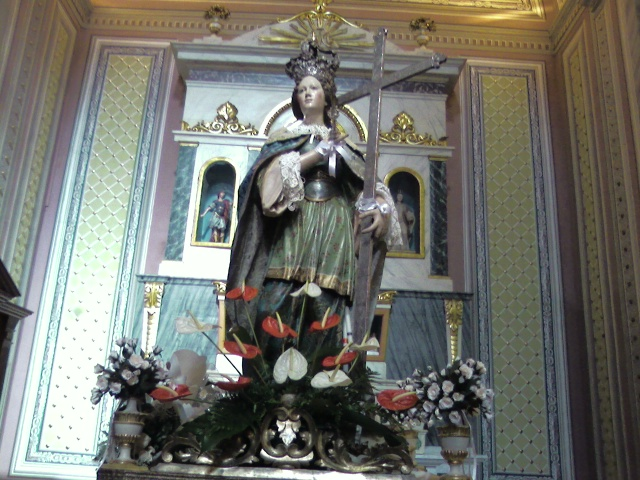
Statua di Sant'Elena Imperatrice, dietro la Cappella dell'Assunta

- Sant'Elena Imperatrice. La scultura, che viene portata in processione il 13 settembre, è una delle più belle statue appartenenti alla parrocchiale. A grandezza naturale, rappresenta la Santa Imperatrice vestita da una lunga tunica ornata da fiorami e volute barocche, una dalmatica verde chiaro con larghe maniche e cosparsa da mazzolini di fiori, corpetto loricato e ricco mantello azzurro damascato bordato d'oro e con ampio colo d'ermellino chiuso sul petto da una preziosa spilla. I cappelli castani sono lunghi e ondulati, raccolti sulla nuca in un lento nodo da cui ricadono liberi sulle spalle. Con la mano sinistra sorregge la croce, a ricordo del miracoloso ritrovamento della vera, e con la mano destra lo scettro, simbolo del potere temporale. Il piedistallo, dono del figlio del principe d'Orleans, è laccato bianco e ornato da festoni neoclassici.
- Madonna della Buona Sorte e della Buona Morte. I simulacri lignei della Madonna della Buona Sorte e della Madonna della Buona Morte risalgono alla fine del XVII secolo. Alti 65 cm erano custoditi fino al 1931 nella Cappella della Madonna di Bonaria. Il loro culto si affermò verso la fine del Seicento in seguito al ritrovamento di due simulacri dedicati ad esse.
- San Benedetto. La statua lignea di San Benedetto, alta 90 cm, venne intagliata e policromata da un artista sardo nei primi del XVII secolo. Il Santo è vestito con un saio marrone con pieghe verticali interrotte solo dalla scomposta flessione in avanti della Gamba destra. Il culto di San Benedetto si diffuse a Quartu nel XIV secolo quando dei monaci gli dedicarono una piccola chiesa, ancora oggi visibile, nell'attuale Via Marconi.
- San Giuseppe. Il simulacro ligneo di San Giuseppe richiama immagini del presepe napoletano. Il capo inclinato verso destra fa pensare che, in origine, al suo fianco ci fosse anche la statua di Gesù bambino. Nel 2004 è stata restaurata ed ha ritrovato l'originale colore della lunga veste azzurra e del mantello marrone adornato di fiori. Fino al 1930 la statua di San Giuseppe era custodito nella cappella a lui dedicata.
- Santa Lucia. Il simulacro ligneo di santa Lucia venne acquistato agli inizi dell'Ottocento dal quartese Salvatore Deiana per adempiere un voto. Nel 1803 questo fondò una società in onore della Santa siracusana e gli affidò il compito di custodire la scultura. Nel 1955 la società si sciolse e la statua di Santa Lucia restò presso l'ultimo obriere fino al 1978 anno in cui la affidò alla chiesa di Sant'Elena con tutti i suoi pegni e con i registri del sodalizio.
- San Raimondo nonnato. La bella statua di San Raioondo nonnato, alta 115 cm e risalente al XVIII, venne intagliata da un artista napoletano. Il santo è vestito con gli abiti cardinalizi con stola e mozzetta rossa. Con la mano destra regge il Pastorale. Il culto di San Raimondo era molto diffuso a Quartu nei secoli precedenti specialmente nel Settecento quando fu realizzata la statua.